# Jean Talon
Jean Talon, conde de Orsainville ( Châlons-en-Champagne, 8 de enero de 1626 – París, 23 de noviembre de 1694) es recordado principalmente por haber sido el primer Intendente de la Nueva Francia. Llegó a Norteamérica en 1665 por orden del rey Luis XIV de Francia con la misión de impulsar la expansión económica de la Nueva Francia, de aumentar la autosuficiencia de la colonia y de poner en orden la administración financiera. Era un hombre de visión y entusiasmo y, aunque estaba subordinado al gobernador, se convirtió pronto en el verdadero administrador de la colonia real.

## Servicios al reino de Francia
Jean Talon nació en Châlons-en-Champagne, Francia, hijo de Philippe Talon y de Anne Bury. Estudió con los Jesuitas del colegio Clermont de Paris. Se desempeñó como intendente del Ejército de Turenne y como comisario de guerra en Flandes en 1653, convirtiéndose en comisario de Quesnoy en 1654 y, al año siguiente, de la provincia de Henao. En Nueva Francia, Talon, nombrado por el rey Luis XIV desempeñó el cargo de Intendente en dos períodos, 1665-1668 y 1670-1672.

## Desafíos
A su llegada a la colonia, Talon enfrentó diversos desafíos; escorbuto, viruela y otras enfermedades estaban diezmando a numerosos colonos europeos, los enfrentamientos entre colonizadores y los pueblos aborígenes eran comunes y, únicamente las severas condiciones climáticas, implicaban una lucha implacable por la supervivencia. Sin embargo, durante su intendencia la población de la Nueva Francia se incrementó de 3200 a 7600 pobladores.

## Reformador
Habiendo restaurado el Consejo Soberano en 1666, y uno de Justicia Señorial en 1668, Jean-Baptiste Colbert le confió el cargo de vigilar a los eclesiásticos; fue en este contexto cuando Talon arremetió contra la Iglesia, especialmente en el conocido incidente de las Damas de la Sagrada Familia, en 1667, y en la expropiación de una parte del señorío de Notre-Dame-des-Anges. El mismo año Talon instaurará el uso de un registro catastral que le permitirá distribuir sesenta feudos no concedidos, estableciendo nuevos poblados como Bourg-Royal, Bourg-la-Reine y Bourg-Talon en las inmediaciones de Quebec. Durante su mandato Talon recomendó la división en señoríos o feudos de un tamaño excesivo.

## Economía
Talon intentó diversificar la economía en la colonia mediante el impulso de actividades como la pesca, la explotación forestal y la industria así como también el comercio peletero. Este último fue introducido en el circuito de intercambio comercial entre Francia y las Antillas, conocido como comercio triangular. Visionario, Talon fue impulsor de la autosuficiencia en la colonia llegando al punto de que, al final de su intendencia, podía jactarse de poder vestirse de los pies a la cabeza con productos totalmente manufacturados en la Nueva Francia. Aun cuando su empresa no alcanzó el éxito deseado, Jean Talon fue el primero en promover el cultivo del lúpulo y de la cebada, lo que dio origen a la primera cervecería comercial de la Nueva Francia.  

## Descubridor
Talón incrementó los límites de la Nueva Francia al encomendar a los exploradores adentrarse en nuevos territorios. Obedeciendo esta encargo Louis Jolliet, explorador francocanadiense, junto con el misionero jesuita Jacques Marquette fueron en 1673 los primeros europeos en recorrer y levantar mapas del valle del Misisipi al que llegaron viajando desde Nueva Francia, pues desde el sur, el río ya había sido ya explorado por los españoles de la expedición de Hernando de Soto. Al regresar de esta expedición Jolliet y Marquette se detuvieron en el sitio donde actualmente se ubica Chicago (punto de paso entre la región de los Grandes Lagos de Canadá y la cuenca del Misisipi) para establecer un puesto permanente de comercio de pieles. 
Talon dio su aprobación al proyecto de Robert Cavelier de La Salle de organizar una expedición hacia el Oeste en la búsqueda de un paso hacia China. Trabajó también en estrecha colaboración con el marqués Alexandre de Prouville de Tracy a fin de obtener la capitulación iroquesa en 1667, poniendo de esta manera fin a la amenaza que pesó sobre la colonia durante más de 20 años. Aunque a petición de Tracy, Talon no se unió a las tropas en el campo de batalla, su influencia fue decisiva debido a la meticulosa y constante atención con la que estuvo proveyendo al ejército lo indispensable para que, pese a la pobreza de la colonia, la falta de recursos y las grandes distancias, se alcanzara finalmente la victoria francesa.

## Poblando la Nueva Francia
Mediante la recomendación de trasladar a las «hijas del rey» a la Nueva Francia Talon tenía como objetivo reequilibrar la proporción entre hombres y mujeres y mediante otros eficaces métodos triplicar la población de la colonia en solo quince años.

### El regimiento Callière
Cuando unos 1200 soldados de élite del prestigioso regimiento Callière llegaron a la Nueva Francia con la misión de establecer la paz con los pueblos aborígenes, Talon los persuadió para que cambiasen su contrato para convertirse en agricultores. Unos 800 soldados aceptaron la oferta y otros 200 se quedaron debido a la promesa de un ascenso de grado, lo que les permitió hacer una verdadera carrera como sargentos y, sobre todo, establecerse permanentemente en la colonia. El resto, al terminar su contrato militar, simplemente retornaron a Francia. 

### Las «hijas del rey»
En un lapso de 7 años, unas mil «hijas del rey» arribaron a la Nueva Francia. Mujeres jóvenes huérfanas o abandonadas por sus padres debido a la imposibilidad económica de mantenerlas. A su llegada a la Nueva Francia eran provistas de una dote (50 libras de plata) de parte del Intendente, junto con una propuesta de matrimonio con el objetivo de instituir una familia. Además de esto, Jean Talon instauró un sistema de impulso al crecimiento familiar al ofrecer una prima de 300 libras a las familias de diez hijos y una de 400 a las de doce. Los hombres jóvenes de 20 años o menos recibían 20 libras al casarse. Honores especiales eran reservados para aquellos hombres que llegaran a ser jefes de grandes familias llegando incluso a recibir puestos en el área de administración civil.  Por otra parte, mediante el ordenamiento del 20 de octubre de 1671, se instituyó una penalización para todo hombre joven y soltero que viviendo en la colonia decidiera no casarse con una joven procedente de Francia. Se arriesgaban a perder sus derechos de pesca, caza y comercio de pieles. 

### Resultados
Gracias a estas medidas, la población de Canadá pasó de 3215 a 7605 habitantes en el período de 7 años comprendido entre 1666 y 1673.

## Honores
Talon regresó a Francia de forma definitiva en 1672 para escribir su Memoria sobre el estado actual de Canadá. Recibió el título de conde de Orsainville en 1675 después de haberse desempeñado como capitán y gobernador del castillo de Mariemont en 1670 y, posteriormente, el barón de los Islets en 1671. Murió el 23 de noviembre de 1694 en París, siendo inhumado el 3 de octubre de 1695 en la iglesia Notre-Dame-en-Vaux de Châlons-en-Champagne, su lugar de su nacimiento. Talon dejóa su fortuna como legado a sus sobrinos y sobrinas, pues, quien en vida fuera un enérgico impulsor del matrimonio y las grandes familias en la Nueva Francia, permaneció soltero hasta el día de su muerte.